# Bandera de Santa Margarida de Montbui
La bandera oficial de Santa Margarida de Montbui té el següent blasonament:
Bandera apaïsada de proporcions dos d'alt per tres de llarg, dividida horitzontalment en tres faixes iguals, blaves la superior i la inferior i blanca la del mig. Al pal, un triangle, d'altura 1/3 de l'ample del drap de color groc.
Va ser aprovada el 10 de setembre de 1992 i publicada en el DOGC el 21 de setembre del mateix any amb el número 1647.